# São Joaquim de Bicas
São Joaquim de Bicas este un oraș în Minas Gerais (MG), Brazilia.